# Linographie
Ne doit pas être confondu avec Linogravure.
La linographie est une technique d'impression sur textile à base de photographies.